# Revoluția furnicilor
Revoluția furnicilor (franceză La Révolution des fourmis) este un roman științifico-fantastic din 1996 scris de autorul francez Bernard Werber. Este al treilea și ultimul roman din trilogia Furnicile, alături de Furnicile și Ziua furnicilor. Romanul prezintă începuturile cooperării între lumea furnicilor și lumea umană.
În această carte în pasajele care conțin citate din Enciclopedia cunoașterii relative și absolute a autorului fictiv Edmond Wells, Werber face referire și la alt roman al său, Thanatonauții, primul din seria Pentalogia cerului.

## Intriga
Personajele umane din prima și a doua carte a trilogiei se retrag în pădurea Fontainbleu, unde își construiesc o locuință de formă piramidală. Aici își continuă viața studiind furnicile și încercând să pună bazele unei cooperări între cele două rase pământene. Furnica 103 683 evadează însă din această locuință pentru a avertiza cetatea Bel-o-kan despre riscul distrugerii teritoriului pe care se află din cauza unor interese mobiliare ale autorităților.
Piramida este descoperită accidental de o adolescentă rebelă, Julie Pinson, care intră astfel în posesia celui de-al treilea volum al Enciclopediei cunoașterii relative și absolute, care-i schimbă perspectiva asupra vieții, dându-i un nou sens. Ea se alătură unei formații rock a liceului unde studia, intitulată Cei Șapte Pitici, și - împreună cu aceasta - pune bazele unei revoluții pașnice menită să-i ajute pe oameni să-și schimbe modul de organizare după modelul furnicilor.
În paralel, furnica 103 683 încearcă să-și convingă suratele despre necesitatea cooperării cu rasa umană, de la care consideră că au multe de învățat în ceea ce privește tehnologiile, arta și sentimentele. Ajunsă regină în Bel-o-kan, ea extinde federația belokaniană, căreia îi adaugă comunitatea utopică stabilită de 24 pe Insula Salcâmului, sistemul fundamentalist condus de 23, care vrea să impună religia Degetelor, precum și o serie de alte specii de furnici, albine, viespi, muște, coleoptere și melci. Ea încurajează artele și tehnologia, ajutând furnicile să stăpânească focul și să producă arme mult mai eficiente. Pentru a-și prelungi viața, apelează la nectarul regal al viespilor, care îi permite să devină sexuată și să fie aleasă regină. 103 683 pune apoi bazele unei cruciade pașnice, de proporții nemaivăzute, menită să pună bazele cooperării între rasa furniclor și cea a Degetelor.

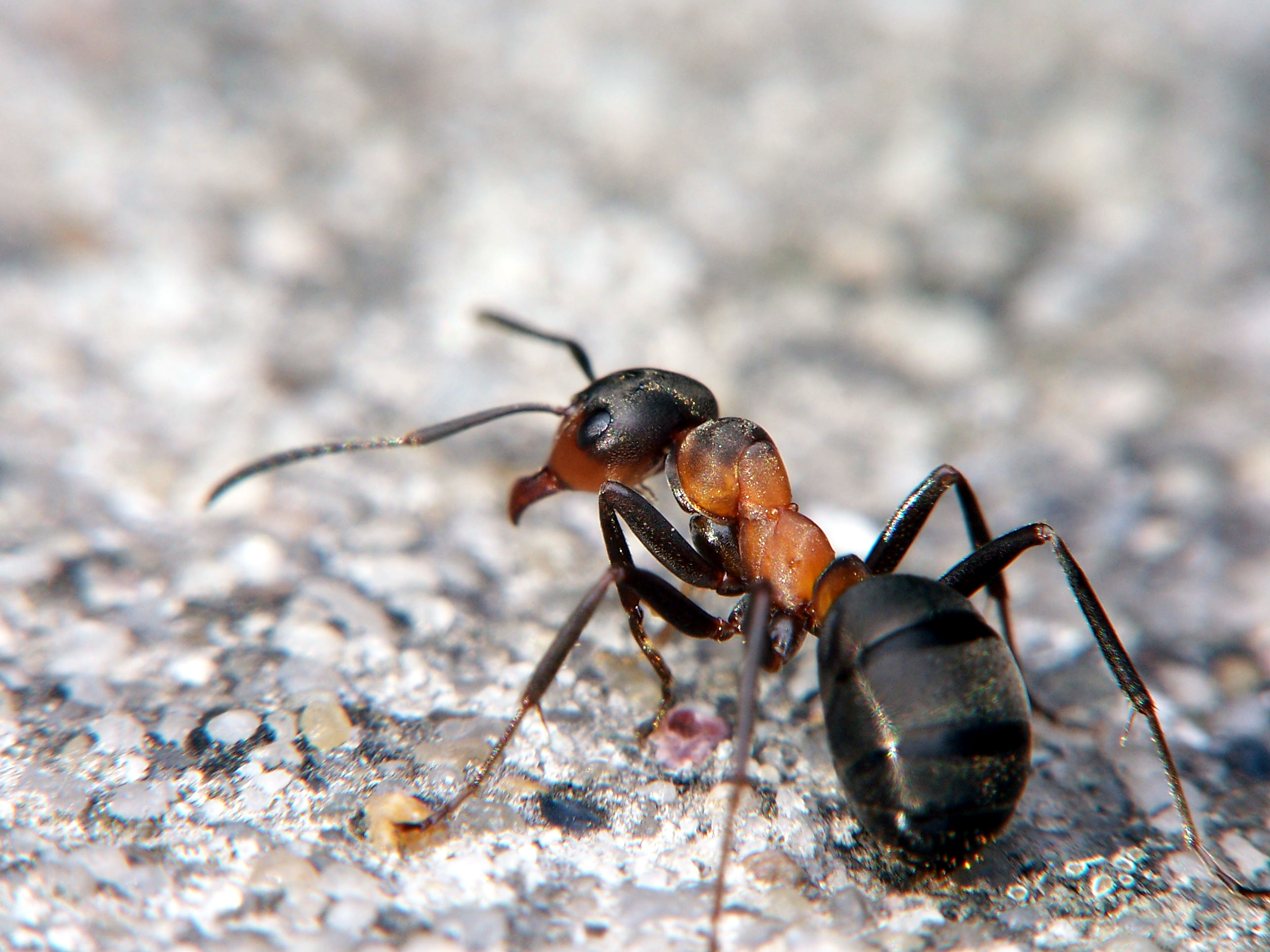
Furnica 103 683 - furnica care se va aventura în afara mușuroiului și care va avea chiar posibilitatea de a comunica cu oamenii prin mașina fabuloasă Piatra de la Rosetta proiectată de profesorul Edmond Wells.

Delegația insectelor ajunge la timp pentru a-i ajuta pe oamenii din piramidă. Aceștia erau asediați de forțele polițienești conduse de comisarul Linart care disperase revoluția și-i urmărise pe Julie și pe acoliții ei până la piramida din pădure. Autoritățile pun în scenă un proces al revoluționarilor, al celor din piramidă și a furnicilor, în timpul căruia inteligența rasei furnicilor și egalitatea ei în drepturi cu rasa umană este demonstrată irefutabil. Într-un ultim gest disperat, comisarul Linart încearcă să distrugă federația Bel-o-kan, convins că - stăpânind tehnologia umană - furnicile vor devansa rasa umană, pe care o vor face sclava lor. tentativa sa este dejucată de 103 683 care devine apoi regină cu drepturi depline, trecând prin ritualul de împerechere care-i permite să dea naștere ouălor din care vor ieși milioanele de furnici ale noii ere.

### Capitolele cărții
- Prima partidă: Inimă
- Partida a doua: Pică
- Partida a treia: Caro
- Partida a patra: Treflă

## Lista personajelor

### Oameni
- Julie Pinson - adolescentă rebelă în vârstă de 19 ani, care și-a ratat bacalaureatul de două ori; fascinată de profesorul ei de muzică - decedat între timp - caută un scop al vieții care să se ridice la înălțimea celui prezentat de acesta; astfel, ajunge să conducă Revoluția furnicilor, o mișcare pașnică de schimbare a opticii omenirii
- Maximilian Linart - comisar în poliția pariziană, renumit pentru competența sa și un adversar înfocat al naturii
- Juliette Ramirez - câștigătoarea mai multor ediții consecutive a concursului de televiziune Capcana gândirii
- Arthur Ramirez - soțul Juliettei, pasionat de entomologie, construiește o Piatră de la Rosetta și un batalion de furnici de oțel
- Laetitia Wells - fostă ziaristă la publicația Écho du dimanche, fiica lui Edmond Wells, pasionată de entomologie și de enigme
- Jonathan Wells - fost lăcătuș, nepot al lui Edmond Wells, locuitor al așezării de sub Bel-o-kan
- Dupeyron - prefect parizian
- David Sator - 18 ani, liceean, membru al formației rock Cei Șapte Pitici
- Ji-woong Chi - elev francez de origine coreeană, membru al formației rock Cei Șapte Pitici
- Narcisse Arepo - membru al formației rock Cei Șapte Pitici
- Francine - membră a formației rock Cei Șapte Pitici
- Zoe - membră a formației rock Cei Șapte Pitici
- Leopold - membru al formației rock Cei Șapte Pitici
- Paul - membru al formației rock Cei Șapte Pitici
- Marcel Vaugirard - reporter

### Furnici
- 103 683 - exploratoare asexuată belokaniană care devine femelă pentru a-și prelungi viața și pune bazele cooperării între furnici și diferite specii de insecte, dar și cu oamenii
- 23 - furnică asexuată deistă, care devine conducătoarea unui sistem fundamentalist
- 24 - furnică asexuată deistă care a încercat să pună bazele unei societăți utopice pe Insula Salcâmului; devine mascul și ajunge partenerul lui 103 683; se dedică scrierii unui roman feromonal
- 5 - furnică asexuată decisă să învețe să meargă pe două picioare, ca oamenii; este asistenta principală a furnicii 103 683
- 7 - furnică asexuată care se dedică învățării desenului și picturii
- 6 - furnică asexuată care studiază folosirea focului
- 7 și 8 - furnici asexuate care studiază tehnologia umană
- 10 - furnică asexuată care se dedică redactării de feromoni-memorie, o funcție similară celei a unui bibliotecar
- 11 - furnică asexuată care începe să studieze arhitectura
- 12 - furnică asexuată atrasă de arta navigației
- 14 - furnică asexuată care se dedică dialogului cu speciile străine